# Jewgienija Krawcowa
Jewgienija Aleksandrowna Krawcowa (rus. Евгения Александровна Кравцова; ur. 5 stycznia 1982 w miejscowości Ocha) – rosyjska biathlonistka i biegaczka narciarska.

## Kariera
Krawcowa po raz pierwszy w zawodach międzynarodowych wystąpiła w Pucharze Europy 2006/2007 w Obertilliach, gdzie zajęła 22. miejsce w sprincie oraz dziesiąte w biegu pościgowym. W tym sam sezonie zadebiutowała w Pucharze Świata zajmując 48. miejsce w biegu indywidualnym oraz 66 w sprincie. Na mistrzostwach Europy w Bańsku zajęła 28. miejsce w sprincie, 22 w biegu pościgowym oraz 5 w sztafecie. W sezonie 2008/2009 podczas zawodów 2008/2009 w Cesanie San Sicario dwukrotnie stanęła na najniższym stopniu podium, zajmując trzecie miejsce w sprincie oraz biegu pościgowym. W tej samej edycji Pucharu IBU uplasowała się na piątym miejscu w klasyfikacji generalnej oraz na drugim w klasyfikacji biegu na dochodzenie.

## Osiągnięcia

### Mistrzostwa Europy
| 2007 Bansko (Bułgaria) | 28. miejsce (SP), 22. miejsce (PU), 5. miejsce (RL) |

### Puchar IBU

#### Miejsca w klasyfikacji generalnej
| Sezon     | Miejsce |
| --------- | ------- |
| 2006/2007 | 24      |
| 2007/2008 | 79      |
| 2008/2009 | 5       |
| 2009/2010 | 38      |

#### Miejsca na podium chronologicznie
| Lp. | Dzień     | Rok  | Miejscowość | Konkurencja             | Lokata | Pudła   | Czas biegu  | Strata      | Zwycięzca        |
| --- | --------- | ---- | ----------- | ----------------------- | ------ | ------- | ----------- | ----------- | ---------------- |
| 1.  | 13 lutego | 2009 | Bansko      | Sprint na 7,5 km        | 3.     | 1+0+1+2 | 31:36.1 min | +1:21.8 min | Natalja Sokołowa |
| 2.  | 14 lutego | 2009 | Bansko      | Bieg pościgowy na 10 km | 3.     | 0+0     | 22:41.1 min | +23.6 s     | Natalja Sokołowa |